# Houda Darwich
Pour les articles homonymes, voir Darwich.
Houda Darwich (en arabe : هدى درويش), est une romancière, poétesse, écrivaine et militante pour les droits de la femme algérienne.

## Biographie
Née dans l'Ouest de l'Algérie le 26 novembre 1991, Houda Darwich vit avec deux parents qui travaillent comme enseignants, son père en tant que professeur d'arabe et sa mère, de français. En raison de la situation de sa famille, elle s'ouvre à un large éventail de cultures et à un mélange entre la langue arabe et la littérature française. Elle poursuit des études de médecine entre l'université française et algérienne d'Alger, en pédiatrie et néonatologie.

## Carrière
À l'âge de seize ans, elle s'installe au Caire et y publie son premier roman, Amal... À la recherche de l'amour d'une patrie (arabe : آمال... حب يبحث عن وطن). Il est écrit dans un style poétique avec une grande bravade politique. Il raconte le voyage d'un musicien palestinien, y mêlant une intrigue politique, d'espionnage et d'exil.
Publiant de nombreux ouvrages sur un éventail de questions controversées, Darwich est influencée par Gibran Khalil Gibran, Nizar Kabbani, et Mahmoud Darwich (soi-disant, ce dernier est la raison pour laquelle elle a choisi Darwich comme nom de plume).
Justifiant sa transition entre la poésie et la prose, l'ex-rédacteur en chef de Rose al-Yûsuf, Essam Abdel-Aziz, déclare : « Houda Darwich est une femme créative dont l'écriture nous fait revenir à la belle époque »,.

## Œuvres

### Romans
- آمال.. حب يبحث عن وطن (Amal... A la recherche de l'amour d'une patrie[8])
- Amour en quête sa Nation[9]
- خلود الياسمين (L'Immortalité de Jasmine)
- نساء بلا ذاكرة (Femmes sans mémoire)[10]
- كوكينيا (kokkinia) [11]

### Poésie
- لك وحدك (Seulement pour toi)[12]

- Le Vrai Visage de la lie, édition 2021[13]

### chansons
- En 2020 , la chanteuse caennaise LINA DORAN , interprétait son poeme titré une nuit d'hiver.
- En 2021, la chanteuse libanaise Marlène YOUNES, interprétait son poème[14] titré les secrets de Beyrouth[15]